# Bhavavarman I
Bhavavarman I là một vị vua của vương quốc Chân Lạp. Dù thời gian trị vì đầy đủ của ông không rõ nhưng người ta cho rằng ông trị vì khoảng từ năm 550 tới năm 598. Ông là con trai của Viravarman.
Hoàng hậu vợ của Bhavavarman tên là Kambuja-raja-lakshmi, và người ta cho rằng bà có dòng dõi hoàng gia. Có lẽ như ông là cháu của vua Phù Nam, một vương quốc lân bang và mạnh hơn Chân Lạp khi đó.
Thành tựu chính của Bhavavarman I chính là việc mở mang lãnh thổ Chân Lạp về phía thung lũng sông Mê Kông, tấn công cả Phù Nam và Chăm Pa, các vương quốc cổ đại trên lãnh thổ thuộc Việt Nam ngày nay. Lý do của các cuộc tấn công này không rõ nhưng có khả năng nhất là xoay quanh việc Rudravarman lên ngôi vua Phù Nam; Rudravarman đã giết người kế vị hợp pháp ngai vàng và Bhavavarman có lẽ đã cho rằng mình mới là người kế vị hợp pháp nhất của hoàng gia. Nhưng người ta không rõ là ông muốn lên ngôi vua Phù Nam hay chỉ đơn giản là không muốn cho Rudravarman lên ngôi, giành quyền đó cho người kế vị hợp pháp tiếp theo.